# Odilon Knops
Odilon Marie Joseph Gerard Knops (Sint-Truiden, 25 juli 1905 - 27 oktober 1988) was een Belgisch senator.

## Levensloop
Industrieel Knops, getrouwd met Mariette Huygens (1921-2008), werd in 1946 verkozen tot gemeenteraadslid van Sint-Truiden en bleef dit tot in 1970.
Hij was socialistisch senator van 1946 tot 1968:
- 1946-1954: gecoöpteerd senator,
- 1954-1958: provinciaal senator,
- 1958-1965: gecoöpteerd senator,
- 1965-1968: senator voor het arrondissement Hasselt-Tongeren-Maaseik.